# شقران أبخازي
شقران أبخازي (الاسم العلمي: Puccinia abchazica) هو نوع من الفطريات يتبع جنس الشقران من الفصيلة الشقرانية.